# Lijst van bouwwerken van Joseph Cuypers
Dit is een lijst van bouwwerken en stedenbouwkundige plannen van de Nederlandse architect Joseph Cuypers.
| Naam                                                                               | gebouwd   | locatie                              | stijl                                 | bijzonderheden                                                                                          | foto         |
| ---------------------------------------------------------------------------------- | --------- | ------------------------------------ | ------------------------------------- | --- | ------------ |
| Onze-Lieve-Vrouw-Tenhemelopnemingskerk                                             | 1902      | Handel                               | Neogotisch                            | |              |
| Woning                                                                             | 1905      | Bussum                               | Cottagestijl                          | met Jan Stuyt                                                                                           |              |
| Amsterdamse effectenbeurs                                                          | 1909-1914 | Amsterdam Beursplein 5               | neoclassicisme                        | |              |
| Arbeiderswoningen Herbenusstraat / Laagfrankrijk / Statensingel / Kazemattenstraat | 1919      | Maastricht                           | traditionalisme                       | |              |
| Bisschoppelijke Kweekschool                                                        | 1919      | Roermond                             |                                       | gesloopt in 1975                                                                                        |              |
| Corneliuskerk                                                                      | 1909      | Heerlerheide                         | neoromaans                            | met Jan Stuyt                                                                                           |              |
| Geradus Majellakerk                                                                | 1921-1923 | Tilburg, Wassenaerlaan 32            | expressionisme                        | met Pierre Cuypers jr.                                                                                  |              |
| Haarzuilens                                                                        | 1900-1910 | Haarzuilens                          |                                       | met Pierre Cuypers                                                                                      |              |
| Heilige Antonius Abtkerk                                                           | 1925-1927 | Scheveningen, Scheveningseweg 235    | expressionisme                        | met Pierre Cuypers jr.                                                                                  |              |
| Heilige Familiekerk                                                                | 1925-1927 | Rotterdam Veurstraat                 | expressionisme                        | met Pierre Cuypers jr.                                                                                  |              |
| Heilige Maria Hemelvaartkerk                                                       | 1931      | Nispen                               |                                       | Toren verwoest in 1944                                                                                  |              |
| Heilige Maria Hemelvaartkerk                                                       | 1898      | Oude Tonge Nieuwstraat 8             | neogotiek                             | |              |
| Heilige Maria Hemelvaartkerk                                                       | 1922-1923 | Renkum Utrechtseweg 53               | neogotiek en expressionisme           | bedevaartsoord                                                                                          |              |
| Heilige Maria Hemelvaartkerk                                                       | 1890-1892 | Sas van Gent Markt 4                 | neogotiek                             | |              |
| Heilige Willibrorduskerk                                                           | 1909-1910 | Alphen                               | neoromaans                            | met Jan Stuyt; verwoest in 1944                                                                         |              |
| Herenhuis Markt 5                                                                  | 1908      | Sas van Gent Markt 5                 | jugendstil                            | |              |
| Kathedraal Sint Bavo                                                               | 1895-1930 | Haarlem                              | neoromaans met neogotisch schip       | met Jan Stuyt en Pierre Cuypers jr.                                                                     |              |
| Koepelkerk                                                                         | 1919-1921 | Bussum Brinklaan                     | neoromaans en expressionisme          | met Pierre Cuypers jr., koepelkerk, gemeentelijk monument                                               |              |
| Louisapension                                                                      | 1911-1913 | Roermond                             |                                       | |              |
| Lovaniostraat                                                                      |           | Roermond                             |                                       | woonhuizen                                                                                              |              |
| Nazareth Klooster                                                                  | 1907-1926 | Oirschot Koestraat 37                | neoromaans en jugendstil              | met Jan Stuyt                                                                                           |              |
| Nieuwe Calixtuskerk                                                                | 1906-1908 | Groenlo Kerkstraat 8                 | neogotiek                             | met Jan Stuyt                                                                                           |              |
| Obrechtkerk                                                                        | 1908-1911 | Amsterdam Jacob Obrechtstraat        | neoromaans                            | met Jan Stuyt                                                                                           |              |
| Gebouw Onderlinge Vereeniging van Veehouders                                       | 1892      | Amsterdam Weteringschans 81-87       | neoromaans                            | Melkzuiveringsinrichting/kantoor                                                                        |              |
| Onze-Lieve-Vrouw-Hemelvaartkerk                                                    | 1925-1927 | Heemstede Valkenburgerplein 20       |                                       | met Pierre Cuypers jr.                                                                                  |              |
| Oude Hoogstraat                                                                    | 1902      | Amsterdam Oude Hoogstraat 2          |                                       | woon-/winkelpand met Jan Stuyt                                                                          |              |
| Pension Oud Leyerhoven                                                             | 1884-1885 | Amsterdam Vondelstraat 73            | neorenaissance                        | woonhuis, met Pierre Cuypers                                                                            |              |
| Petrus en Pauluskerk                                                               | 1890-1897 | Aarlanderveen                        | neoromaans en neogotiek               | |              |
| Raadhuis van Haaksbergen                                                           | 1940-1941 | Haaksbergen                          |                                       | met Pierre Cuypers jr.                                                                                  |              |
| Raadhuis van Heemstede                                                             | 1906-1907 | Heemstede                            | neo-Lodewijk XIV-stijl                | met Jan Stuyt                                                                                           |              |
| Res Novacomplex                                                                    | 1909-1910 | Heemstede                            |                                       | uitbreidingsplan met Jan Stuyt en Jacques Etmans                                                        |              |
| Sint-Martinuskerk                                                                  | 1909-1910 | Beek                                 |                                       | uitbreiding kerk met Jan Stuyt                                                                          |              |
| Saint Mary's Cathedral                                                             | 1895-1899 | Rangoon Birma                        | neogotiek                             | |              |
| Sint-Agathakerk                                                                    | 1921-1924 | Beverwijk Breestraat 93              | neoromaans en expressionisme          | met Pierre Cuypers jr.; koepelkerk                                                                      |              |
| Sint-Annakerk                                                                      | 1905      | Breda                                | neogotiek                             | met Jan Stuyt, momenteel kantoorgebouw                                                                  |              |
| Sint-Antonius van Paduakerk                                                        | 1920-1922 | Aerdenhout Sparrenlaan 9             | gematigd expressionistisch            | met Pierre Cuypers jr., kerk en pastorie. Als noodkerk gebouwd, nooit vervangen. Gemeentelijk monument. |              |
| Sint-Antonius van Paduakerk                                                        | 1902-1903 | Utrecht Kanaalstraat 200             | neoromaans met Italiaanse toren       | met Jan Stuyt                                                                                           |              |
| Sint-Bonifatiuskerk                                                                | 1926-1927 | Wehe-den Hoorn                       | expressionisme                        | met Pierre Cuypers jr.                                                                                  |              |
| Sint-Catharinakerk                                                                 | 1906-1907 | Grevenbicht Aan de Greune Poal Bij 1 | neogotiek en neoromaans               | rijksmonument; met Jan Stuyt                                                                            |              |
| Sint-Clemenskerk                                                                   | 1930      | Hulsberg                             | neoromaans                            | rijksmonument; met Jan Stuyt                                                                            |              |
| Sint-Dionysiuskerk                                                                 | 1924      | Rijssen                              | expressionisme                        | |              |
| Sint-Gummaruskerk                                                                  | 1900-1903 | Steenbergen                          | neoromaans en neogotiek               | met Jan Stuyt                                                                                           | Gummaruskerk |
| Sint-Jacobskerk                                                                    | 1905-1907 | 's-Hertogenbosch Jeroen Boschplein   | neoromaans neobyzantijns en Italiaans | met Jan Stuyt; rijksmonument, kunstencentrum                                                            |              |
| Sint-Johannes de Doperkerk                                                         | 1904      | Haarlem                              |                                       | met Jan Stuyt                                                                                           |              |
| Sint-Johannes Onthoofdingkerk                                                      | 1897-1898 | Goirle                               | neogotiek                             | gotische toren werd behouden en verhoogd                                                                |              |
| Sint-Jan Onthoofdingkerk                                                           | 1897-1898 | Zoeterwoude                          | neogotiek                             | deels verwoest door brand in 1964 met Jan Stuyt                                                         |              |
| Sint-Jozefkathedraal                                                               | 1885-1887 | Groningen                            | neogotiek                             | met Pierre Cuypers                                                                                      |              |
| Sint-Jozefkerk                                                                     | 1923-1925 | Barger-Compascuum                    | expressionisme                        | met Pierre Cuypers jr.                                                                                  |              |
| Sint-Jozefkerk                                                                     | 1893-1894 | Enschede                             | neogotiek                             | |              |
| Sint-Laurentiuskerk (Ginneken)                                                     | 1901-1902 | Ginneken Breda                       | neogotiek                             | met Jan Stuyt                                                                                           |              |
| Sint-Laurentiuskerk                                                                | 1918-1921 | Dongen                               | neoromaans                            | koepelkerk                                                                                              |              |
| Sint-Laurentiuskerk                                                                | 1903-1904 | Hamont                               | neogotiek                             | met Jan Stuyt                                                                                           |              |
| Sint-Marculphuskerk                                                                | 1911-1912 | Dorst                                | neogotiek                             | |              |
| Sint-Martinuskerk                                                                  | 1924      | Etten                                |                                       | |              |
| Sint-Petruskerk                                                                    | 1894-1897 | Oisterwijk                           | neogotiek                             | met Pierre Cuypers                                                                                      |              |
| Sint-Quirinuskerk                                                                  | 1911-1912 | Halsteren                            | neoromaans                            | |              |
| Sint-Remigiuskerk                                                                  | 1924-1926 | Schimmert                            | neoromaans                            | met Pierre Cuypers jr.                                                                                  |              |
| Nieuwe Sint-Salviuskerk                                                            | 1922      | Limbricht                            | neoromaans                            | met Pierre Cuypers jr.                                                                                  |              |
| Sint-Urbanuskerk                                                                   | 1888-1891 | Nes aan de Amstel                    | neogotiek                             | |              |
| Vieringtoren Sint-Willibrorduskerk buiten de Veste                                 | 1924      | Amsterdam                            | neogotiek                             | met Pierre Cuypers jr.; kerk gesloopt in 1970                                                           |              |
| Sint-Willibrorduskerk                                                              | 1901      | Oegstgeest                           | neogotiek                             | met Jan Stuyt                                                                                           |              |
| Teniersstraat 1                                                                    | 1908      | Amsterdam                            | neoclassicisme                        | met Jan Stuyt, bijna een eeuw in gebruik van de Boerhaave kliniek                                       |              |
| Uitbreidingsplan Roermond 't Veld                                                  | 1923      | Roermond                             | divers                                | deels verdwenen in 2005                                                                                 |              |
| Uitbreidingsplan Heelsum                                                           | 1920      | Heelsum (noordoosten dorpskern)      | divers                                | villawijk met radiaal stratenpatroon                                                                    |              |
| Ursulakapel                                                                        | 1905-1906 | Roermond                             | neogotiek                             | rijksmonument                                                                                           |              |
| Witte Huis                                                                         | 1901      | Doorn Moerbergselaan                 | chaletstijl                           | villa, met Pierre Cuypers                                                                               |              |